# Kang e Kodos
Kang e Kodos Johnson sono due personaggi della sitcom animata statunitense I Simpson.
I due sono alieni che compaiono in tutti gli episodi di Halloween.
Nella versione originale sono doppiati da Harry Shearer (voce di Kang) e Dan Castellaneta (voce di Kodos), in quella italiana da Roberto Draghetti e Alessandro Ballico.

## Caratteristiche

### Biografia
Kang e Kodos (occasionalmente accompagnati da Serak) provengono dal pianeta Rigel VII, un pianeta roccioso orbitante intorno a Rigel e la loro lingua è il Rigelliano che, per qualche strana coincidenza è identica a quella parlata dai Simpson. Sono in cerca da anni di una razza da sottomettere. Giunti sulla Terra, accolgono la famiglia Simpson nella loro nave, dove offrono loro i piatti più prelibati e i divertimenti più sfrenati. Lisa dubita di loro e credendo che vogliano mangiare la famiglia (vedendo il libro "come cucinare umani" che in verità era "come cucinare per cinque umani"), li accusa, sbagliandosi. Gli alieni offesi, li riportano a casa. Dopo quell'incontro, i due ritornano proprio grazie a Lisa che, inavvertitamente, permette loro di conquistare finalmente la Terra. Verranno poi fermati da Ned Flanders. Da quel momento i due alieni sembrano fermarsi, limitandosi a fungere da osservatori, commentando la stupidità umana, specialmente quella di Homer Simpson.
Senza più intenzioni ostili, Kang e Kodos continuano la loro osservazione dei terrestri (si meravigliano di come l'isola a forma di teschio del Professor Hibbert assomigli al loro numero quattro o guardando una lentissima partita di baseball, distruggono l'universo) intervallando questi momenti con ruoli più ampi.
I due ricompariranno in seguito solo negli speciali di Halloween con lo scopo di rapire e impersonare Bill Clinton e Bob Dole per competere alla carica di presidente degli Stati Uniti d'America. Kang vince le elezioni e, incoronandosi Re dell'umanità, chiama dal suo pianeta gli altri Rigelliani e schiavizza il popolo terrestre. L'anno successivo Kang, e non Homer, si rivela essere il vero padre di Maggie, e ora la vuole portare con sé sul suo pianeta, contro il volere della famiglia. Alla fine, Kang si arrende e lascia il pianeta, ma Maggie si trasforma e diventa simile al padre (con tanto di denti affilati e piccoli tentacoli verdi). Il fatto, però, rimane valido solo nelle puntate de La Paura fa Novanta. Dopo un lungo periodo di avvenimenti senza rilievo, Kang e Kodos ritornano e, dopo che l'intera Springfield degli anni quaranta è stata gabbata da un falso annuncio d'invasione aliena, ad opera di Orson Welles, sono pronti a invadere nuovamente la città.

### Aspetto fisico
Sono esseri verdi e con un solo grande occhio, dal quale a volte secernono liquidi (simili alle lacrime): in una puntata si scopre, però, che quando piangono stanno in realtà vomitando. Hanno una grossa bocca dalla quale cola continuamente bava (caratteristica, questa, inizialmente non molto amata da Matt Groening, in quanto credeva che fosse difficile da animare e che gli spettatori si stufassero), un'acuminata dentatura e si proteggono la testa (che praticamente è grande come tutto il corpo) con una campana di vetro. Non hanno braccia e gambe, ma dei tentacoli che muovono velocemente. Tenendosi i tentacoli i due si scambiano le proteine. Nonostante le apparenze i due sono entrambi di sesso femminile, cosa confermata anche da uno dei produttori della serie, Al Jean, il quale ha affermato che le due sono una coppia lesbica. Il loro design proviene dagli alieni della EC Comics.

### Personalità
Kang e Kodos sono i due tipici alieni che comparivano nei serial televisivi e nei film di fantascienza negli anni cinquanta (dove prendevano vita le paure della popolazione). Mirano infatti alla costruzione di un Impero Galattico, con a capo il loro pianeta, partendo dalla conquista della Terra, alla sottomissione della razza umana ed esprimono ogni qualvolta un senso di repulsione e pessimismo nei confronti di ciò che li circonda. I loro commenti schifati verso le azioni degli umani mostrano chiaramente il loro disprezzo per i terrestri.
Normalmente si interfacciano con gli altri in modo rude e ostile, nonostante abbiano una grande dignità. Sono soliti rompere la quarta parete, chiedendo maggiori apparizioni nello show e non semplici camei.
Sono di fede "Quantum Presbiteriana" e affermano che stanno osservando la Terra da 5.000 anni.

## Origine dei personaggi
Gli ideatori della serie avevano inizialmente inserito questi personaggi nel primo special di Halloween. Col passar del tempo se ne innamorarono e decisero di inserirli in ogni puntata di Halloween, con semplici camei (molte volte sono degli osservatori che commentano le azioni dei personaggi) o comparse più corpose, come co-protagonisti.
Kang e Kodos appaiono in tutti gli episodi di Halloween de I Simpson (l'unica eccezione per Kang è La paura fa novanta XVIII, mentre per Kodos è La paura fa novanta XXI) e raramente sono apparsi negli episodi della serie regolare (Springfield Files, Dietro la risata, Radio Bart e Future-Drama). I due sono comparsi anche in alcuni videogiochi e in diversi spot pubblicitari della serie, sempre con ruolo marginale.
Il loro aspetto è mutuato in parte dai fumetti EC Comics e in parte dagli alieni monocoli presenti nel film I mostri delle rocce atomiche (The Trollenberg Terror, 1958), mentre i loro nomi citano due personaggi della serie classica di Star Trek: Kang, un Klingon, e Kodos l'Esecutore, un personaggio umano antagonista. Anche il pianeta natale dei due, Rigel VII, viene menzionato nella prima puntata di Star Trek, Lo zoo di Talos.

## Serak
Serak è il terzo alieno, apparso per la prima e unica volta nell'episodio La paura fa novanta I, in veste di cuoco. In originale il personaggio fu doppiato da James Earl Jones - la storica voce di Dart Fener - che gli autori registrarono l'attore mentre stava pranzando. Dopo quella apparizione, gli autori non ripresentarono più il personaggio, sebbene negli episodi recenti ogni tanto compare un terzo alieno del quale non viene però rivelato mai il nome.
Il nome del personaggio Serak prende ispirazione da Sarek, l'ambasciatore Vulcaniano padre di Spock.